# Lahcen Haddad

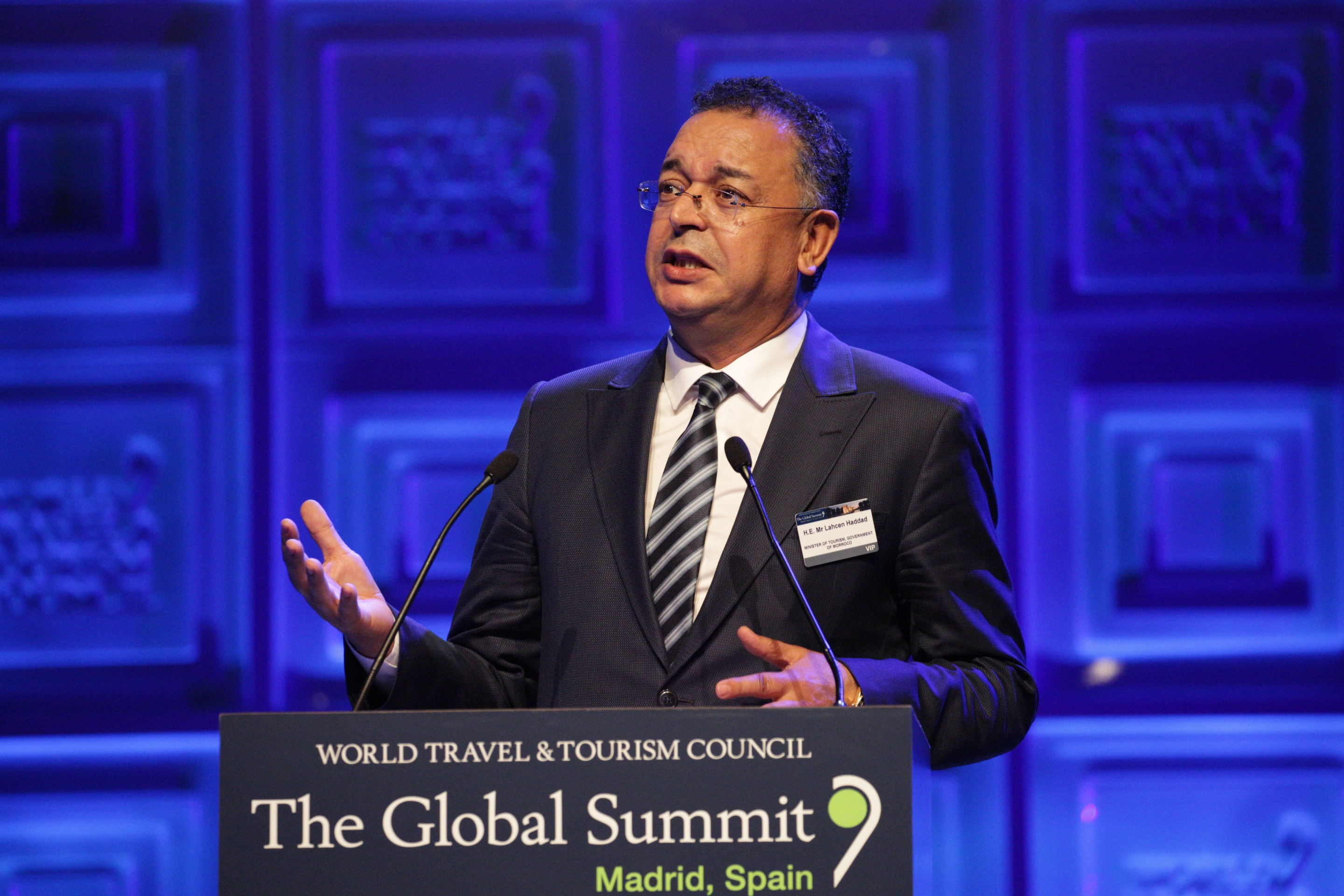
Lahcen Haddad, 2015

Lahcen Haddad (* 16. März 1960 in Boujad) ist ein marokkanischer Politiker der Partei Volksbewegung.
Haddad studierte an der Mohammed-V.-Universität und an der Indiana University. Ab dem 3. Januar 2012 bis 4. April 2017 war er als Nachfolger von Yassir Znagui Tourismusminister von Marokko im Regierungskabinett von Abdelilah Benkirane und wurde dann von Mohamed Sajid abgelöst.